# Andrew Crossley
Pour les articles homonymes, voir Crossley.
Andrew Crossley est un coloriste de bande dessinée britannique.